# Ла-Грандеса
Ла-Грандеса (исп. La Grandeza) — посёлок в Мексике, штат Чьяпас, входит в состав одноимённого муниципалитета и является его административным центром. Численность населения, по данным переписи 2020 года, составила 1502 человека.

## Общие сведения
Название La Grandeza с испанского языка можно перевести как — великий.
Поселение было основано в XVIII веке под названием Сан-Антонио-ла-Грандеса.
13 января 1890 года по указу губернатора Мануэля Карраскоса поселение получило статус посёлка.
В 1934 году губернатор Викторио Грахалес удаляет из названий населённых пунктов имена святых.